# 安濃郡 (三重県)
- 令制国一覧 > 東海道 > 伊勢国 > 安濃郡
- 日本 > 近畿地方 > 三重県 > 安濃郡

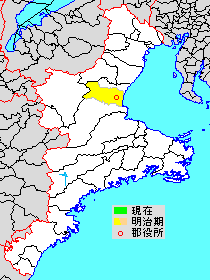
三重県安濃郡の範囲

安濃郡（あのうぐん・あののこおり）は、三重県（伊勢国）にあった郡。

## 郡域
1879年（明治12年）に行政区画として発足した当時の郡域は、津市の一部（概ね島崎町・上浜町・大谷町の各一部および羽所町、広明町、観音寺町、渋見町、長岡町、河辺町、安濃町各町、芸濃町岡本、芸濃町萩野、芸濃町北神山、芸濃町多門、芸濃町雲林院、芸濃町河内以南かつ藤方、垂水、半田、神戸、野田、片田各町、美里町各町以北）にあたる。

## 歴史
古代は「あの」と読まれた。中世に安東郡と安西郡に分割されたが、後に合併し安濃郡となった。

### 近世以降の沿革
- 「旧高旧領取調帳」に記載されている明治初年時点での支配は以下の通り。（1町83村）

| 知行 | 知行         | 村数     | 村名 |
| ---- | ------------ | -------- | --- |
| 藩領 | 伊勢津藩     | 1町 68村 | 乙部村、津興村、岩田村、半田村、神戸村、中河原村、塔世村、下部田村、観音寺村、古河村、刑部村、納所村、神納村、南河路村、野田村、家所村、柳谷村、栗原村、新開村、南長野村、桂畑村、北長野村、平木村、足坂村、五百野村、久保村、片田村、井戸村、志袋村、長谷村、産品村、分部村、小船村、長谷場村、田中村、渋見村、北河路村、中跡部村、跡部村、鹿毛村、一色村、清水村、太田村、曽根村、浄土寺村、連部村、今徳村、神田村、光明寺村、南神山村、前田村、二子村、船山村、村主村、井上村、日南田村、前野村、萩野村、荒木村、安濃村、内多村、粟加村、大塚村、戸島村、野口村、小野平村、雲林院村、河内村、津城下 |
| 藩領 | 伊勢久居藩   | 12村     | 薬王寺村、穴倉村、長岡村、妙法寺村、高座原村、草生村、安部村、東観音寺村、岡南村、北神山村、岡本村、多門村 |
| 藩領 | 津藩・久居藩 | 3村      | 殿村、河辺村、田端上野村 |

- 明治4年
  - 7月14日（1871年8月29日） - 廃藩置県により、藩領が津県、久居県の管轄となる。
  - 11月22日（1872年1月2日） - 第1次府県統合により、全域が安濃津県の管轄となる。
- 明治5年
  - 3月17日（1872年4月24日） - 安濃津県が改称して三重県となる。
  - 一志郡との境界が相川に定まり、同郡垂水村[4]・藤方村[4]・伊予町・八幡町の所属郡が本郡に変更。（3町85村）
- 明治7年（1874年）（3町82村）
  - 中跡部村・跡部村・鹿毛村が合併して相生村となる。
  - 前田村・二子村が合併して中川村となる。
- 明治8年（1875年）（3町78村）
  - 柳谷村・栗原村・新開村が合併して三郷村となる。
  - 村主村・井上村・岡南村が合併して川西村となる。
- 明治12年（1879年）2月5日 - 郡区町村編制法の三重県での施行により、行政区画としての安濃郡が発足。郡役所が新町[5]に設置。

### 町村制以降の沿革
- 明治22年（1889年）4月1日

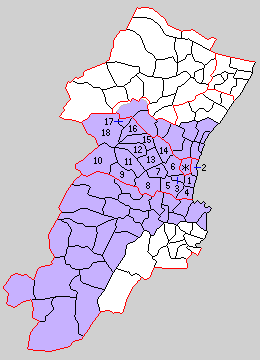
1.建部村 2.塔世村 3.新町 4.藤水村 5.神戸村 6.安東村 7.櫛形村 8.片田村 9.高宮村 10.長野村 11.辰水村 12.草谷村 13.村主村 14.安濃村 15.明合村 16.安西村 17.雲林院村 18.河内村（紫：津市 ＊：発足時の津市）

  - 市制の施行により、津城下[6]、伊予町、岩田村、津興村、八幡町、下部田村［一部[7]］、乙部村［一部[8]］、塔世村［一部[9]］、古河村［一部[10]］、藤方村［一部[11]］、奄芸郡大部田村の区域をもって津市が発足し、郡より離脱。
  - 町村制の施行により、以下の町村が発足。全域が現・津市。（1町17村）
    - 建部村 ← 乙部村［一部[8]を除く］、中河原村［大部分］
    - 塔世村 ← 塔世村［一部[9]を除く］、下部田村［一部[7]を除く］、中河原村［一部］
    - 新町 ← 古河村［一部[10]を除く］、刑部村、神納村、南河路村
    - 藤水村 ← 垂水村、藤方村［一部[11]を除く］
    - 神戸村 ← 半田村、神戸村、野田村
    - 安東村 ← 納所村、北河路村、一色村、観音寺村、渋見村、長岡村、河辺村、相生村
    - 櫛形村 ← 殿村、産品村、小舟村、分部村
    - 片田村 ← 長谷場村、田中村、志袋村、井戸村、片田村、久保村、薬王寺村、長谷村
    - 高宮村 ← 五百野村、足坂村、三郷村
    - 長野村 ← 南長野村、北長野村、平木村、桂畑村
    - 辰水村 ← 家所村、穴倉村、高座原村、船山村、日南田村
    - 草谷村 ← 安部村、草生村、中川村
    - 村主村 ← 川西村、浄土寺村、連部村、神田村、今徳村、妙法寺村、前野村、光明寺村、南神山村
    - 安濃村 ← 曽根村、清水村、太田村、内多村、安濃村
    - 明合村 ← 粟加村、田端上野村、東観音寺村、大塚村、戸島村、野口村、荒木村
    - 安西村 ← 岡本村、萩野村、北神山村、多門村、小野平村
    - 雲林院村、河内村（それぞれ単独村制）
- 明治30年（1897年）9月1日 - 郡制を施行。郡役所が新町に設置。
- 明治24年（1891年）6月12日 - 草谷村が改称して草生村となる。
- 明治42年（1909年）4月1日 - 建部村・塔世村が津市に編入。（1町15村）
- 大正12年（1923年）4月1日 - 郡会が廃止。郡役所は存続。
- 大正15年（1926年）7月1日 - 郡役所が廃止。以降は地域区分名称となる。
- 昭和9年（1934年）6月1日 - 新町が津市に編入。（15村）
- 昭和11年（1936年）3月1日 - 藤水村が津市に編入。（14村）
- 昭和18年（1943年）8月31日 - 神戸村・安東村・櫛形村が津市に編入。（11村）
- 昭和29年（1954年）
  - 8月1日 - 片田村が津市に編入。（8村）
  - 10月1日 - 辰水村・長野村・高宮村が合併して美里村が発足。（5村）
- 昭和30年（1955年）
  - 1月15日 - 草生村・村主村・安濃村・明合村が合併して協和村が発足。（5村）
  - 2月11日 - 協和村が改称して安濃村となる。
- 昭和31年（1956年）9月30日 - 以下の変更により安濃郡消滅。三重県内では1896年の郡の再編以来、河芸郡とともに初の郡消滅となった。
  - 安西村・雲林院村・河内村が河芸郡椋本村・明村が合併して安芸郡芸濃町が発足。
  - 河芸郡・安濃郡の区域をもって安芸郡が発足。

## 行政
歴代郡長
| 代 | 氏名       | 就任年月日                 | 退任年月日                | 備考                   |
| -- | ---------- | -------------------------- | ------------------------- | ---------------------- |
| 1  | 植松直久   | 明治12年（1879年）5月5日   |                           |                        |
| 2  | 福井邁     | 明治13年（1880年）2月19日  |                           |                        |
| 3  | 伊東祐賢   | 明治17年（1884年）4月2日   |                           |                        |
| 4  | 山県昌雄   | 明治17年（1884年）9月26日  |                           |                        |
| 5  | 山中幸義   | 明治19年（1886年）9月17日  |                           |                        |
| 6  | 石津正一   | 明治21年（1888年）7月7日   |                           |                        |
| 7  | 鈴木隆     | 明治21年（1888年）8月25日  |                           |                        |
| 8  | 柚原具致   | 明治23年（1890年）9月27日  |                           |                        |
| 9  | 竹田喜太郎 | 明治30年（1897年）12月13日 |                           |                        |
| 10 | 長英生     | 明治39年（1906年）6月16日  |                           |                        |
| 11 | 岩田亀松   | 明治40年（1907年）4月16日  |                           |                        |
| 12 | 村田荘之助 | 明治41年（1908年）12月11日 |                           |                        |
| 13 | 石井義忱   | 明治42年（1909年）7月9日   |                           |                        |
| 14 | 山中恒三   | 大正4年（1915年）4月21日   |                           |                        |
| 15 | 鳥山利隆   | 大正7年（1918年）3月9日    |                           |                        |
| 16 | 尾崎重美   | 大正9年（1920年）12月4日   |                           |                        |
| 17 | 星法一     | 大正11年（1922年）1月30日  | 大正15年（1926年）6月30日 | 郡役所廃止により、廃官 |